# Gottfried Boehm
Gottfried Boehm (Braunau, 19 de septiembre de 1942) es un historiador del arte y filósofo alemán.

## Vida
Boehm estudió Historia del Arte, Filosofía y Alemán en Colonia, Viena y Heidelberg. Obtuvo el doctorado en Filosofía en 1968 y su habilitación como profesor de Historia del Arte en 1974. Desde el año 1975 hasta el 1979 enseñó Historia del Arte en la Universidad Ruhr de Bochum. En 1979 fue nombrado profesor de Historia del Arte en la Universidad de Gießen. En 1986 Boehm se trasladó a la Universidad de Basilea donde, desde 2005, es además director del proyecto nacional de investigación suizo "Eikones / NCCR Iconic Criticism".IEn 1993-94 Gottfried Boehm fue becario en el "Wiener Institut für die Wissenschaften vom Menschen (Instituto de Estudios Avanzados) y en 2001-02 también en el "Institute for Advanced Study", de Berlín. Desde el año 2006 es miembro de la "Heidelberger Akademie der Wissenschaften".

## Trabajo
La obra de Gottfried Boehm se ha visto enormemente influenciada por la hermenéutica y la fenomenología, y también por el pensamiento de Hans-Georg Gadamer. Boehm investigó acerca de la teoría del arte y la percepción en el Renacimiento y en los siglos XIX y XX. Realizó interesantes aportaciones sobre el arte contemporáneo y las cuestiones generales que plantea la modernidad.
En la actualidad goza de gran aceptación por sus contribuciones a la historia y teoría de las imágenes, iniciando el giro icónico. También desarrolló notables avances en el concepto de la diferencia icónica. Gottfried Boehm es reconocido junto a Hans Belting y Horst Bredekamp como uno de los más importantes teóricos del arte de habla germana en nuestros días.

## Citas
- "Was uns als Bild begegnet, beruht auf einem einzigen Grundkontrast, dem zwischen einer überschaubaren Gesamtfläche und allem, was sie an Binnenereignissen einschließt. Das Verhältnis zwischen dem anschaulichen Ganzen und dem, was es an Einzelbestimmungen (der Farbe, der Form, der Figur etc.) beinhaltet, wurde vom Künstler auf irgendeine Weise optimiert." (1994)
- "Die Bilderfeindlichkeit der Medienindustrie ist ungebrochen, nicht weil sie Bilder verböte, oder verhinderte, im Gegenteil: weil sie eine Bilderflut in Gang setzt, deren Grundtendenz auf Suggestion zielt, auf bildlichen Realitätsersatz, zu dessen Kriterien von jeher gehörte, die Grenzen der eigenen Bildlichkeit zu verschleiern." (1995).

Boehm, Gottfried. ¿Cómo generan sentido las imágenes?, Edición, traducción, notas y glosario de Linda Báez Rubí, México, Instituto de Investigaciones Estéticas, UNAM, 2016 (edición original: Berlin University Press, 2008) [ISBN 978 607 02 8751 0]

## Publicaciones

### Monografías
- Wie Bilder Sinn erzeugen - Die Macht des Zeigens, Berlin University Press 2007. Print ISBN 978-3940432001
- Der Maler Max Weiler: das Geistige in der Natur, Springer Vienna, New York 2001. Print ISBN 978-3211835814
- Museum der klassischen Moderne: Zwanzig Meisterwerke der modernen Kunst, Insel Frankfurt 1997. Print ISBN 978-3458335245
- Paul Cézanne: Montagne Sainte-Victoire, Frankfurt 1988.
- Bildnis und Individuum. Über den Ursprung der Porträtmalerei in der italienischen Renaissance, Prestel Munich 1985. Print ISBN 978-3791307336
- Studien zur Perspektivität. Philosophie und Kunst in der frühen Neuzeit, Heidelberger Forschungen Nr. 13, Diss. Heidelberg 1969.

### Como editor
- Ikonologie der Gegenwart, Munich 2008. (with Horst Bredekamp) Print ISBN 978-3-7705-4726-5
- Movens Bild. Zwischen Evidenz und Affekt, Fink Verlag, Munich 2008. Print ISBN 978-3-7705-4631-2
- Figur und Figuration: Studien zu Wahrnehmung und Wissen, Munich 2007.
- Henri Matisse: Figur, Farbe, Raum, Hatje Cantz, Ostfildern 2005. Print ISBN 978-3926154804
- Homo pictor, De Gruyter, Munich 2001. Print ISBN 978-3598774188
- Konstruktionen, Sichtbarkeiten: Interventionen, Wien 1999.
- Cézanne und die Moderne, Hatje Cantz Verlag, Ostfildern 1999. Print ISBN 978-3775708999
- Gesammelte Schriften von Max Imdahl, Frankfurt 1996.
- Beschreibungskunst - Kunstbeschreibung: Ekphrasis von der Antike bis zur Gegenwart, Munich 1995.
- Was ist ein Bild?, Wilhelm Fink Verlag, Munich 1994. Print ISBN 9783770529209
- Individuum: Probleme der Individualität in Kunst, Philosophie und Wissenschaft, Stuttgart 1994.
- Modernität und Tradition: Festschrift für Max Imdahl zum 60. Geburtstag, Munich 1985.
- Seminar: Die Hermeneutik und die Wissenschaften, Frankfurt 1985.
- Schriften zur Kunst von Konrad Fiedler, 2 vols., Munich 1971.

### Ensayos (selección)
- "Das Bild und die hermeneutische Reflexion", in: Dimensionen des Hermeneutischen. Heidegger und Gadamer, ed. Martin-Heidegger-Gesellschaft. Schriftenreihe, Band 7, Frankfurt am Main, 2005, pp. 23–35.
- "Jenseits der Sprache? Anmerkungen zur Logik der Bilder", in: Iconic Turn. Die Neue Macht der Bilder, ed. Christa Maar and Hubert Burda, Cologne 2004, pp. 28–43.
- "Der stumme Logos. Elemente einer Bildwissenschaft", in: Jahrbuch des Wissenschaftskollegs zu Berlin, Institute for Advanced Study, Berlin 2001/2002, pp. 188–208.
- "Die Kraft der Bilder. Die Kunst von 'Geisteskranken' und der Bilddiskurs", in: Wahn, Welt, Bild, Die Sammlung Prinzhorn. Beiträge zur Museumseröffnung (Heidelberger Jahrbücher XLVI), Heidelberg 2002, pp. 1–10.
- "Paul Cézanne und die Moderne", in: Cézanne und die Moderne, catalogue (Fondation Beyeler, Riehen/ Basel), Ostfildern-Ruit 1999, pp. 10–27.
- "Bildbeschreibung. Über die Grenzen von Bild und Sprache", in: G. Boehm und H. Pfotenhauer (eds.), Beschreibungskunst - Kunstbeschreibung. Die Ekphrasis von der Antike bis zur Gegenwart, Munich 1995, pp. 23–40.
- "Die Wiederkehr der Bilder", in: Was ist ein Bild?, ed. Gottfried Boehm, Munich 1994, pp. 11–38.
- "Die Bilderfrage", in: Was ist ein Bild?, ed. Gottfried Boehm, Munich 1994, pp. 325–343.
- "Mnemosyne. Zur Kategorie des erinnernden Sehens", in: G. Boehm, K.H. Stierle and G. Winter (eds.), Modernität und Tradition, Festschrift Max Imdahl, Munich 1985, pp. 37–57.
- "Zu einer Hermeneutik des Bildes", in: H.-G. Gadamer and G. Boehm (eds.), Seminar: Die Hermeneutik und die Wissenschaften, Frankfurt 1978, pp. 444–471.

Boehm, Gottfried. ¿Cómo generan sentido las imágenes?, Edición, traducción, notas y glosario de Linda Báez Rubí, México, Instituto de Investigaciones Estéticas, UNAM, 2016 (edición original: Berlin University Press, 2008) [ISBN 978 607 02 8751 0]